# Francis Salabert
Pour les articles homonymes, voir Salabert.
 (juin 2014).
Si vous disposez d'ouvrages ou d'articles de référence ou si vous connaissez des sites web de qualité traitant du thème abordé ici, merci de compléter l'article en donnant les références utiles à sa vérifiabilité et en les liant à la section « Notes et références ».
Francis Salabert, né le 27 juillet 1884 dans le 11e arrondissement de Paris et mort le 28 décembre 1946 à Shannon en Irlande, est un auteur-compositeur et éditeur musical français.

## Biographie
Francis Salabert est né dans un milieu artistique. Son grand-oncle, Firmin Salabert, fut élève d'Ingres et son père, Édouard Salabert a fondé une maison d'édition musicale en 1878. Spécialisée dans la musique militaire, la maison d'édition détient notamment les droits de John Philip Sousa. 
Francis Salabert prend la direction de la maison d'édition en 1901,. En 1908, la maison d'édition quitte la rue de la Victoire et s'installe rue Chauchat.
Personnage incontournable de la musique légère et de variété dès le début des années 1920, Francis Salabert est un novateur et un homme d'affaires avisé. S'il rate le tournant du disque, il est dans la course dès le début du cinéma parlant et il gère comme concessionnaire ou propriétaire les droits des musiques de films français et internationaux ou ceux des comédies musicales. Il s'impose comme arrangeur musical pour bien des titres, ce qui lui vaut des royalties de la SACEM mais aussi l'aigreur de bien des artistes.
La maison Salabert détient en 1945 un immense fonds de variétés et de musique. On y trouve des opérettes et des comédies comme Phi-Phi, Ciboulette, La Belle de Cadix mais aussi des auteurs comme Maurice Yvain, Vincent Scotto, Moretti, Charles Trenet, Aristide Bruant, de la musique de films comme Les Enfants du Paradis, La Romance de Paris et des interprètes : Mistinguett, Joséphine Baker, Félix Mayol, Tino Rossi, Édith Piaf, Yves Montand, Charles Trenet, Marlène Dietrich, de la musique sérieuse avec le rachat des fonds A.Z. Mathot (1930), Rouart et Lerolle (1941) puis Sénart (1941) et Raymond Deiss (1946). 
Salabert est l'éditeur du « Groupe des Six » avec Arthur Honegger, Georges Auric, Darius Milhaud, Francis Poulenc. À côté figurent aussi Erik Satie ou Henri Duparc et bien d'autres comme Vincent d'Indy, Albert Roussel.
La maison possède aussi un catalogue de musique contemporaine. 
Au plan pédagogique, les éditions ont plusieurs méthodes fondamentales comme Le Petit Clavier de Marthe Morhange-Motchane, la Méthode d'improvisation de Martial Solal, les Cordes et âmes de Didier Lockwood et surtout la collection des documents de travail d'Alfred Cortot.
Francis Salabert meurt à Shannon (Irlande) le 28 décembre 1946 dans le crash du vol 6963 de la TWA. Il est enterré au cimetière du Père-Lachaise (19e division) à Paris. Son épouse Mica reprend la maison mais se coupe de la veine populaire pour se tourner vers la musique sérieuse. Le déclin est rapide et la maison est vendue en 1994 à BMG (Bertelsmann) ; en 2001, Salabert est intégré à une nouvelle maison, Durand-Salabert-Eschig, filiale du groupe Bertelsmann, racheté en 2007 par Universal Music Publishing Group.

## Sources
- Salabert, in Encyclopédie multimedia de la comédie musicale théâtrale en France [réf. incomplète]
- Words Without Music: The Ira Gershwin Newsletter, 2007, p. 6
- Anne Rohan, History of the Moulin Rouge Cabaret, Paris Sweet Home, 2012